# Josip Kolak
Josip Kolak (Podgrađe, 20. ožujka 1953.) je bosanskohercegovački pjesnik.
Školovao se u Uskoplju, Rijeci i Zenici. Svoje radove je objavljivao u zeničkom Raskršću i Skopaljskom vjesniku. Živi i radi u Podgrađu.

## Djela
- Prosinac pozdravlja Uskoplje - pjesme, s N. Budimir i N. Plejić, (1996.)
- Pjesme u panorami Petnaestorica, (2000.)